# 小和田亮
小和田 亮（おわだ まこと、1944年5月5日 - ）は、日本の運輸技官。
港湾技術研究所次長、港湾技術研究所長、独立行政法人港湾空港技術研究所理事長などを歴任。
兄に外務事務次官、国連日本大使、国際司法裁判所長などを務めた外交官の小和田恆、漢文学者の小和田顯らがいる。したがって、皇后雅子の叔父にあたる。
血液型はA型。

## 来歴
新潟県出身。新潟県立高田高等学校、東京大学工学部土木工学科卒業。1969年6月 運輸省入省（第三港湾建設局企画課）。1974年7月 国土庁地方振興局東北開発室。1975年4月 運輸省第一港湾建設局新潟調査設計事務所工事専門官。1997年4月 北海道開発庁港政課長。1999年4月 港湾技術研究所次長。2000年4月 港湾技術研究所長。2001年4月1日 独立行政法人港湾空港技術研究所理事長。その後は中央大学研究開発機構客員研究員（機構教授）。

## 略歴
- 1969年6月：運輸省入省（第三港湾建設局企画課）[1]。
- 1974年7月：国土庁地方振興局東北開発室。
- 1975年4月：運輸省第一港湾建設局新潟調査設計事務所工事専門官。
- 1980年4月：運輸省港湾局計画課補佐官。
- 1984年4月：大分県土木建築部港湾課長。
- 1987年5月：運輸省第二港湾建設局東京湾整備調査官。
- 1989年2月：運輸省第三港湾建設局広島港工事事務所長。
- 1990年7月：東京都港湾局港湾整備部計画調整担当部長。
- 1992年4月：運輸省港湾局計画課港湾計画審査官。
- 1994年2月：運輸省運輸政策局地域計画課長。
- 1994年12月：財団法人国際臨海開発研究センター。
- 1997年4月：北海道開発庁港政課長。
- 1999年4月：港湾技術研究所次長。
- 2000年4月：港湾技術研究所長。
- 2001年4月1日：独立行政法人港湾空港技術研究所理事長。
- 2014年11月 : 秋の叙勲で瑞宝中綬章受章[3]。